# Уолкотт, Чарлз Дулиттл
Чарлз Дулиттл Уо́лкотт (англ. Charles Doolittle Walcott; 31 марта 1850 — 9 февраля 1927) — американский палеонтолог.
Член (1896) и президент (1917—1923) Национальной академии наук США, иностранный член-корреспондент Императорской Санкт-Петербургской академии наук (1895) и почётный член Российской академии наук (1925), иностранный член Парижской академии наук (1919; корреспондент с 1918)..

## Биография
Чарлз Дулиттл Уолкотт родился 31 марта 1850 года в американском штате Нью-Йорк в Нью-Йорк-Милс.
Специализировался в области животного мира кембрийской эпохи. В 1909 году обнаружил многочисленные останки животных той поры в сланцевой формации Бёрджес-Шейл (Британская Колумбия, Канада), изучением которой занимался до самой смерти. Так, в 1912 году открыл род вымерших хищных членистоногих Habelia из семейства Habeliidae отряда Habeliida.

## Память
Его именем была названа Международная палеонтологическая премия, одним из лауреатов которой в 1947 году стал советский геолог и палеонтолог Александр Григорьевич Вологдин (см. Медаль Чарльза Дулиттла Валькота).